# Gerling-Konzern

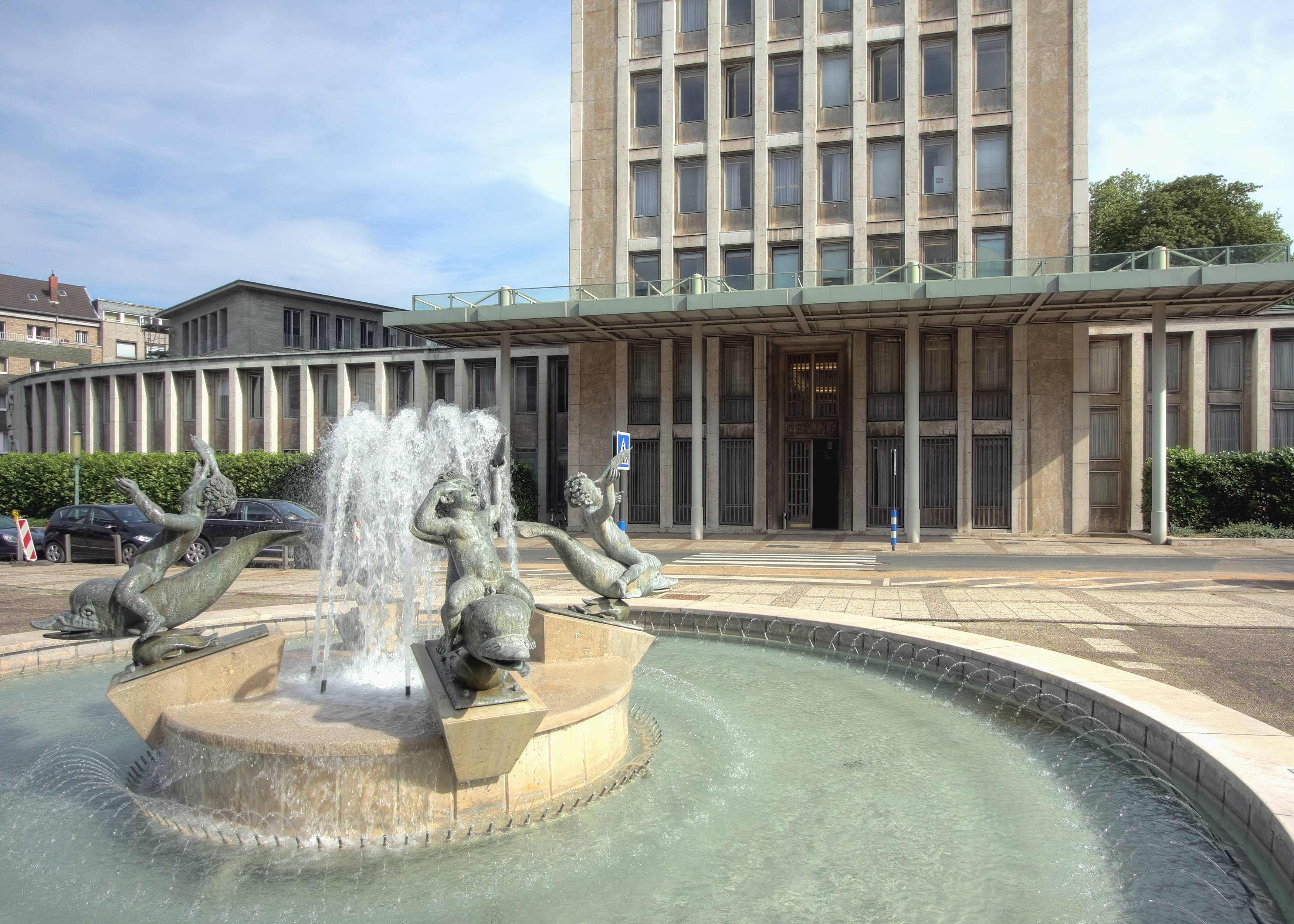
Gereonshof

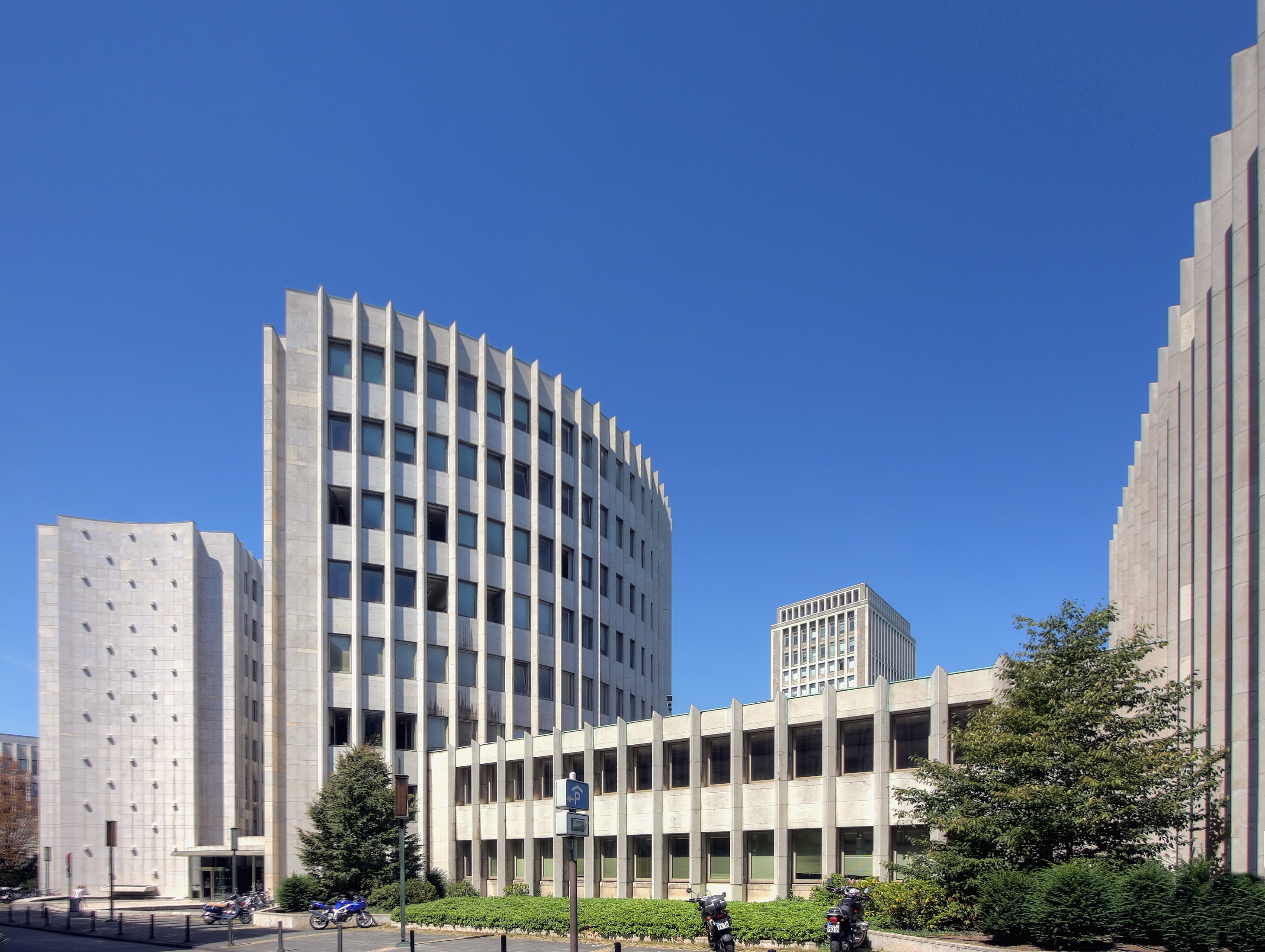
Ehemaliger Gerling-Unternehmenssitz in Köln

Der Gerling-Konzern war ein international operierender Kölner Mehrspartenversicherer, der im April 2006 vom hannoverschen Talanx-Konzern, Markenname HDI Haftpflichtverband der Deutschen Industrie, Deutschlands drittgrößter Versicherungsgruppe, übernommen wurde. Der Konzern wurde voll in HDI integriert.
Mit Beginn des Jahres 2016 verschwand Gerling auch als Marke, nachdem HDI-Gerling zu „HDI Global SE“ worden war. Die Kölner Konzernzentrale um die (ehemalige) Straße Gereonshof wurde als Gerling-Quartier in Wohn- und Geschäftsraum umgewandelt.
Die Gerling Versicherungsgruppe beschäftigte 2005 weltweit in über zwanzig Ländern ca. 6400 Mitarbeiter. Die Prämieneinnahmen beliefen sich zuletzt auf ca. 4,56 Mrd. Euro, der Gewinn betrug 158 Mio. Euro, nachdem die Jahre zuvor eher verlustträchtig gewesen waren.

## Geschichte
Den Gerling-Konzern prägten vor allem drei Generationen der Familie Gerling, der Firmengründer Robert Gerling, sein Sohn Hans Gerling und Enkel Rolf Gerling.

### Robert Gerling
Robert Gerling gründete zunächst in Köln zusammen mit dem Wäschefabrikanten Wilhelm Marum am 11. März 1904 die Centrale für Versicherungswesen Robert Gerling & Co. Ges. m. b. H., am 4. Mai 1904 entstand mit Marum das Bureau für Versicherungswesen Robert Gerling & Co. GmbH mit einem Startkapital von 1.000 Mark. Als im November 1904 der Bilanzverlust dieses Unternehmens bereits feststand, beschlossen Gerling und Marum, einen eingetragenen Verein ins Leben zu rufen, der am 5. Dezember 1904 unter dem Namen Rheinischer Versicherten-Verband eingetragen wurde und die Versicherungsnehmer beriet.
Gerling konzentrierte sich bereits zu jenem Zeitpunkt auf die Industrieversicherung, insbesondere Feuerversicherung. Am 23. Oktober 1909 rief er mit der Rheinischen Feuerversicherungs-AG sein erstes eigenes Versicherungsunternehmen ins Leben, das mit der Kronprinz Versicherungs-AG kooperierte und diese im Dezember 1936 verschmolz. Anfang 1914 schied Marum aus dem Bureau für Versicherungswesen aus. Gerling konnte es sich inzwischen finanziell leisten, das Stammkapital in Höhe von 11.200 Mark zu übernehmen, sein Bruder Richard steuerte die übrigen 8.800 Mark bei. Im Januar 1917 schuf Robert Gerling mit der Rheinischen Versicherungsbank AG – ohne Bankfunktionen – eine eigene Rückversicherung für die hauseigene Rückdeckung. Sie entstand unter Mithilfe zahlreicher Industrieller und erhielt ein Gründungskapital von 750.000 Mark.
Im August 1914 zog der auf fünf Häuser verteilte Konzern in das gerade fertiggestellte siebengeschossige Deichmannhaus in der Trankgasse 7–9 auf die vierte Etage. Nachdem die englische Besatzungsmacht im Winter 1918 das Deichmannhaus mit den gemieteten Geschäftsräumen beschlagnahmt hatte, stand der Gerling-Konzern vor der Notwendigkeit, mit seinen Gesellschaften einen neuen Firmensitz zu suchen und zog 1919 das 1882–1886 von dem Architekten Hermann Otto Pflaume für Johann Gottlieb von Langen erbaute Palais von Langen in der Von-Werth-Straße. Nach der Gründung weiterer Versicherungen entstand am 24. Februar 1918 mit einem Grundkapital von 7 Millionen Mark die Allgemeine Versicherungs-AG, die im März 1923 den Namen Gerling-Konzern Allgemeine Versicherungs-AG annahm und als Holding der verschiedenen Versicherungsgesellschaften und der inzwischen 18 erworbenen regionalen Sachversicherungen fungierte. Im Oktober 1922 ging die Friedrich Wilhelm, Preussische Lebens- und Garantie-Versicherungs-Actien-Gesellschaft im Gerling-Konzern auf.
Inzwischen Millionär, erwarb Robert Gerling privat am 22. November 1922 für 41 Millionen inflationäre Mark die in der Villenkolonie Köln-Marienburg gelegene Villa Marienburg, die die Familie wegen einer noch andauernden britischen Beschlagnahme erst 1926 beziehen konnte.

### Hans Gerling

Namensaktie über 1000 RM der Gerling-Konzern Allgemeine Versicherungs-AG von 1. März 1937

In einer Abmachung vom 12. Juli 1934 übertrug Robert Gerling seinem ältesten Sohn Hans die Aktien am Gerling-Konzern, behielt sich jedoch die Stimmrechte bis zu seinem Tod vor. Nachdem Robert Gerling kurz danach im Januar 1935 an den Folgen einer akuten Lungenentzündung verstorben war, hinterließ er seinen drei Söhnen kein rechtsgültiges Testament. Seine Nachkommen stritten in den folgenden Jahren in zahlreichen Testamentsprozessen, bevor sie sich im April 1958 auf einen Vergleich einigten. Sein Sohn Hans Gerling übernahm erst 1945 die Konzernleitung. Bei einem Luftangriff kamen zuvor am 27. September 1944 insgesamt 27 Versicherungsmitarbeiter ums Leben.
Seit den 1930er-Jahren dehnte die Versicherung ihre Räumlichkeiten von der Von-Werth-Straße 14 kontinuierlich weiter aus. In den 1950er-Jahren wurden unter Beteiligung der Architekten Hentrich und Heuser die Bürogebäude in Richtung Gereonshof (Nähe Friesenplatz) komplexartig ausgeweitet. Die Fertigstellung des Gerling-Hochhauses im Kölner Gereonsviertel am 25. Januar 1953 setzte einen städtebaulichen Akzent. Auf Betreiben von Hans Gerling wirkte der Bildhauer Arno Breker an der Gestaltung mit. Bis in die 1980er-Jahre wurde der bald so genannte Gerling-Komplex nach und nach in Richtung Friesenstraße zu einem eigenen Stadtviertel ausgedehnt. Nach dem Tod von Robert Gerling übernahm Walter Forstreuter die Leitung des Unternehmens. Weder Mitglieder der Familie Gerling noch Forstreuter waren Mitglieder der NSDAP. Dennoch profitierte Gerling, wie auch die Wettbewerber von Aufträgen des Staates und der NSDAP. Nach Kriegsende erhielt 1945 Hans Gerling, Sohn des Unternehmensgründers, von der US-amerikanischen Militärregierung die Zulassung als erstes deutsches Versicherungsunternehmen.
Zwischen 1929 und 1954 war Hermes die einzige Versicherungsgesellschaft in Deutschland, die sämtliche Kreditversicherungssparten anbot. Hans Gerling gründete als Konkurrenz am 20. April 1954 die Gerling Speziale Kreditversicherungs-AG, die zunächst Warenkredit-, Kautions- und Vertrauensschadenversicherung betrieb. Nachdem Hans Gerlings Jugendfreund Iwan David Herstatt am 2. Juni 1955 das unbedeutende Kölner Bankhaus Hocker & Co. erworben hatte, beteiligte sich Gerling mit einer Einlage von 5 Millionen DM als Kommandit-Aktionär (81,4 %; der Rest lag bei Tochtergesellschaften des Gerling-Konzerns) am Bankhaus, das seit dem 10. Dezember 1955 als „Bankhaus I. D. Herstatt KGaA“ firmierte. Durch die Beteiligungsmehrheit war die Herstatt-Bank eine Tochtergesellschaft des Gerling-Konzerns. Durch Fehlspekulationen der Herstatt-Bank geriet diese ab Juni 1973 in eine Bankenkrise, von der sie sich nicht mehr erholte. Am 26. Juni 1974 nahm das Bundesaufsichtsamt für das Kreditwesen die der Herstatt-Bank erteilte Banklizenz zurück.
Im Juli 1973 schleuste sich der Publizist Günter Wallraff für zwei Monate als Pförtner und Hausbote in den Konzern ein und berichtete über „anachronistische Arbeitsbedingungen, Kündigungswillkür, und Launen der vornehmen Vorgesetzten, denen die ‚kleinen Angestellten‘ in dem patriarchalisch geführten Versicherungsunternehmen ausgeliefert waren“.
Im Dezember 1974 musste Gerling unter öffentlichem Druck 51 % der Aktien seines Konzerns an die Deutsche Bank als Kreditsicherheit verpfänden, eine aus 59 Industriefirmen bestehende Versicherungs-Holding der Deutschen Industrie (VHDI) – deren Mehrheitsaktionär Friedrich Karl Flick war – erwarb 25,9 %, die restlichen 25,1 % der Aktien übernahm die Zürich Versicherungs-Gesellschaft. Der Verkauf brachte 210 Millionen DM in die Vergleichsmasse des Bankhauses Herstatt, die Gerling freiwillig zur Ermöglichung eines Zwangsvergleichs zahlte. Hauptvollmächtigt war von 1973 bis 1975 der Diplomkaufmann Klaus R. Uschkoreit (* 1935), Vorstandsvorsitzender der Kieler Versicherungsgruppe Provinzial Nord. Die Zürich verkaufte im Februar 1978 ihre Anteile an die VHDI. Nachdem Gerling im Januar 1986 insgesamt 88,8 % Anteile von VHDI hatte zurückerwerben und die Verpfändung wieder auflösen können, besaß er wieder die Kontrolle über den Gerling-Konzern.

### Rolf Gerling
Nach Hans Gerlings Tod im August 1991 übernahm dessen Sohn Rolf Gerling als Alleinerbe den Konzern, aus dem nach hohen Verlusten durch die Folgen der Anschläge vom 11. September 2001 in New York sowie Schäden aus der US-amerikanischen Rückversicherungstochter 2003 die Gerling Rückversicherung und die Beteiligung an dem Kreditversicherer Gerling NCM verkauft wurden. Rolf Gerling hielt nunmehr 94 % der Gerling-Gruppe, Aufsichtsratsvorsitzender Joachim Theye (ein Nachfolger von Carl Horst Hahn) 6 %.
Im Oktober 2001 wurde nahe beim Firmenstammsitz am Gereonshof das Gerling Ring-Karree in der Nähe des Friesenplatzes nach einem Entwurf des Architekten Sir Norman Foster fertiggestellt und bezogen.

### Verkauf an Talanx
Am 8. November 2005 wurde offiziell bekanntgegeben, dass der Talanx-Versicherungskonzern die operativen Gesellschaften der Gerling-Gruppe zum Kaufpreis von rund 1,4 Mrd. € übernehmen werde. Am 25. April 2006 gaben Talanx und Gerling bekannt, dass alle Zustimmungen zur Übernahme durch die Talanx vorlägen und das sogenannte Closing zum Ende des Monats April 2006 erfolgen könne, womit die Übernahme abgeschlossen sei. Damit endete die Familiengeschichte des Gerling-Konzerns.
Björn Jansli legte zum 1. Mai 2006 seine Ämter nieder. Neuer Sprecher der Geschäftsführung ist Herbert K. Haas. Von November 2006 bis Anfang 2011 trat die bislang auf Gerling Investment GmbH lautende Anlagegesellschaft unter AmpegaGerling auf. Mittlerweile firmiert AmpegaGerling unter Ampega Investment GmbH. Ebenfalls wurde die Gerling Lebensversicherungs AG (GKL) in HDI-GERLING Lebensversicherung umbenannt. Heute firmiert sie unter HDI Lebensversicherung AG.
Der Bereich Lebensversicherung und der Bereich Sach- und Rechtsschutzversicherung wurde im Juli 2006 nach Hannover konsolidiert und verlagert. Im Rahmen der bundesweiten Neustrukturierung wurde im Juli 2006 offiziell von einem Stellenabbau von bis zu 1800 Mitarbeitern gesprochen. Die Gerling-Gebäude im Kölner Gereonsviertel verkaufte der neue Eigentümer Talanx im Dezember 2006 an die Frankonia Eurobau AG. Sie wurden ab 2010 unter dem Namen Gerling-Quartier in eine exklusive Wohnanlage umgestaltet. Neue Räumlichkeiten für den Bereich Lebensversicherungen wurden in den renovierten Rheinhallen auf dem Messegelände Köln-Deutz im September 2009 bezogen. Das Gerling-Quartier wurde im September 2012 von der Frankonia Eurobau AG an den bisherigen 50%igen Anteilseigentümer Immofinanz verkauft.
Durch die Umfirmierung der HDI-Gerling Industrie Versicherung AG in die HDI Global SE verschwand im Januar 2016 der Name Gerling endgültig aus der Versicherungswirtschaft.

## Geschäftsfelder
Die Gerling Versicherungsgruppe gehörte nach Unternehmensangaben zu den Marktführern der Industrieversicherer in Europa und zu den führenden Anbietern von betrieblicher Altersvorsorge in Deutschland. Zu den Geschäftsfeldern zählten Versicherungen und Finanzdienstleistungen für große Wirtschaftsunternehmen, kleine- und mittelständische Unternehmen als auch Freiberufler und Privatpersonen. Weitere Dienstleistungen waren Risikoanalyse- und Beratung sowie Asset Management.

## Sonstiges
Der Gerling-Konzern verfügte über eine Kunstsammlung, die im Jahre 2008 rund 4500 Bilder umfasste. Bei den Werken, die für das Gerling Ring-Karree angekauft worden sind, handelt es sich überwiegend um Originale sowie hochwertige Fotografien und teilweise Grafiken. 20 Prozent der Kunst im Ring-Karree stammte von etablierten Künstlern, 80 Prozent der Kunst wurde in den zwei Jahren vor der Einweihung des Gebäudes von jungen Künstlern erworben.